# 2024 en Turquie
Chronologie de la Turquie
- 2020
- 2021
- 2022
- 2023
- 2024
- 2025
- 2026
- 2027
- 2028

Cette page concerne les évènements survenus en 2024 en Turquie :

## Évènements
- Depuis 2016 : Purges suivant la tentative de coup d'État de 2016 en Turquie
- 26 janvier : le gouvernement américain donne son aval à la vente d'avions de chasse F-16 à la Turquie[1].
- 31 mars : Élections municipales
- 2 avril : vingt-neuf personnes sont tuées et huit autres blessées dans un incendie dans une discothèque en rénovation à Istanbul[2].
- 23 octobre : un attentat visant le siège de Turkish Aerospace Industries à Ankara, en Turquie, fait 7 morts et 22 blessés.
- 23 décembre : une explosion dans une usine d'armement fait au moins 12 morts[3].

## Sport
- 20-21 mars : Organisation des championnats du monde par équipes de marche 2024 à Antalya.

## Décès
- 31 janvier : Mario Levi, écrivain, journaliste et universitaire
- 11 février : Füruzan, écrivaine
- 17 février : Sevda Ferdağ, actrice et chanteuse
- 19 mars : Ersen Martin, footballeur
- 19 avril : Muhammed Faris, astronaute syrien mort en Turquie
- 10 mai : Bekir Aksoy, homme politique
- 26 juin : Yaşar Yakış, homme politique
- 31 juillet : Genco Erkal, acteur et réalisateur
- 16 août : Aydemir Akbaş, acteur et réalisateur
- 31 août : Sol Bamba, footballeur ivoirien mort en Turquie
- 8 septembre : İlkan Karaman, joueur de basket-ball
- 7 octobre : Recai Kutan, homme politique
- 24 octobre : Sabahattin Çakmakoğlu, homme politique
- 17 novembre : Muazzez İlmiye Çığ, archéologue
- 8 décembre : Şerif Gören, réalisateur
- 15 décembre :  Ankaralı Turgut, chanteur, écrivain et acteur
- 31 décembre : Nahit Menteşe, homme politique